# Pantai Lovina
Pantai Lovina (ook wel bekend als Lovina of Lovina Beach) is een plaats in het noorden van Bali in het district Buleleng  in Indonesië. Het ligt ongeveer 8 kilometer ten westen van de districtshoofdstad Singaraja. Het woord Pantai betekent hier overigens strand.
De plaats ontleent haar naam aan een huis dat bewoond werd door Panji Tisna, de regent van Buleleng en laatste koning (radja) van Noord-Bali, die tevens een bekend schrijver en een pionier in het toerisme naar Bali in het begin van de vijftiger jaren van de vorige eeuw was. De door hem gekozen naam Lovina kan een samentrekking zijn van de woorden Love Indonesia, maar INA kan ook slaan op het Balinese woord voor moeder, dus 'love mother earth'. Zijn villa in het dorp Kalibukbuk is inmiddels niet meer aanwezig, maar een hoog bijgebouw alsmede een hoge tuinmuur in Balinese stijl staan er nog in goede staat.
Lovina bestaat oorspronkelijk uit een rij vissersdorpen langs de noordelijke weg op Bali, die onder invloed van het toerisme aan elkaar zijn gegroeid. Het zijn de volgende dorpen (van oost naar west) Pemaron, Tukad Mungga, Anturan, Banyualit, Kalibukbuk, Kaliasem en Temukus.
De overheid heeft een trottoir aan weerszijden van de weg in roze stenen aangelegd om aan te geven waar Lovina begint en eindigt. Het is een rustige badplaats met een mooi strand en een duikgebied. Er zijn restaurants, cafés, winkels, duikscholen en hotels. Het toeristisch centrum ligt in het dorp Kalibubuk, waar ook een strandboulevard is. Aan de boulevard staat een monument bekroond door een dolfijn.
Lovina staat bekend om zijn strand van zwart lavazand en om zijn dolfijnen. Deze kun je 's morgens vroeg in groepen aantreffen bij het nabijgelegen rif. In tegenstelling tot de witte zuidelijke stranden op Bali kan hier overal gezwommen worden, doordat de stroming rustig is.

## Afbeeldingen

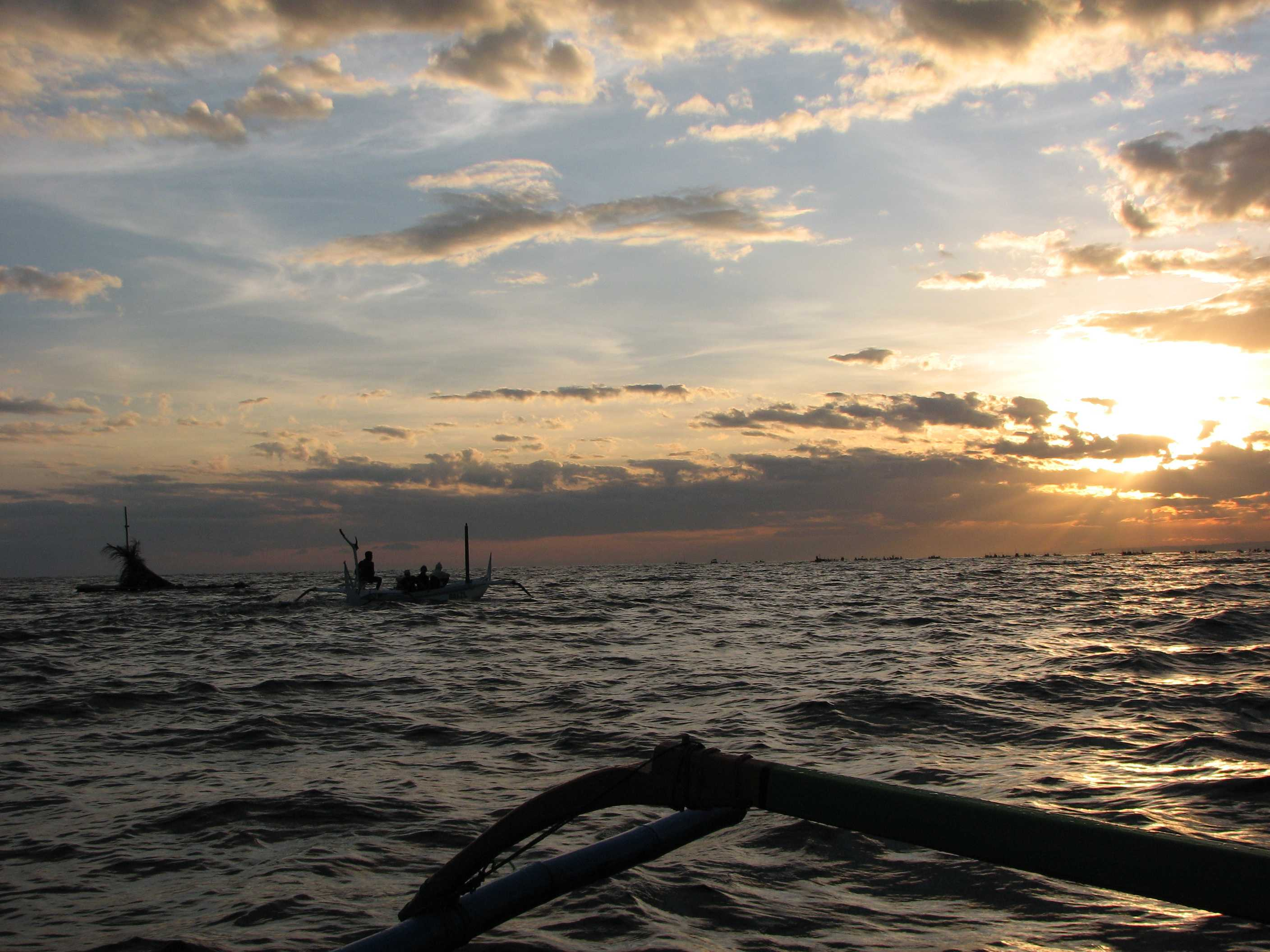
Dolfijnen kijken nabij Pantai Lovina (zonsopkomst)
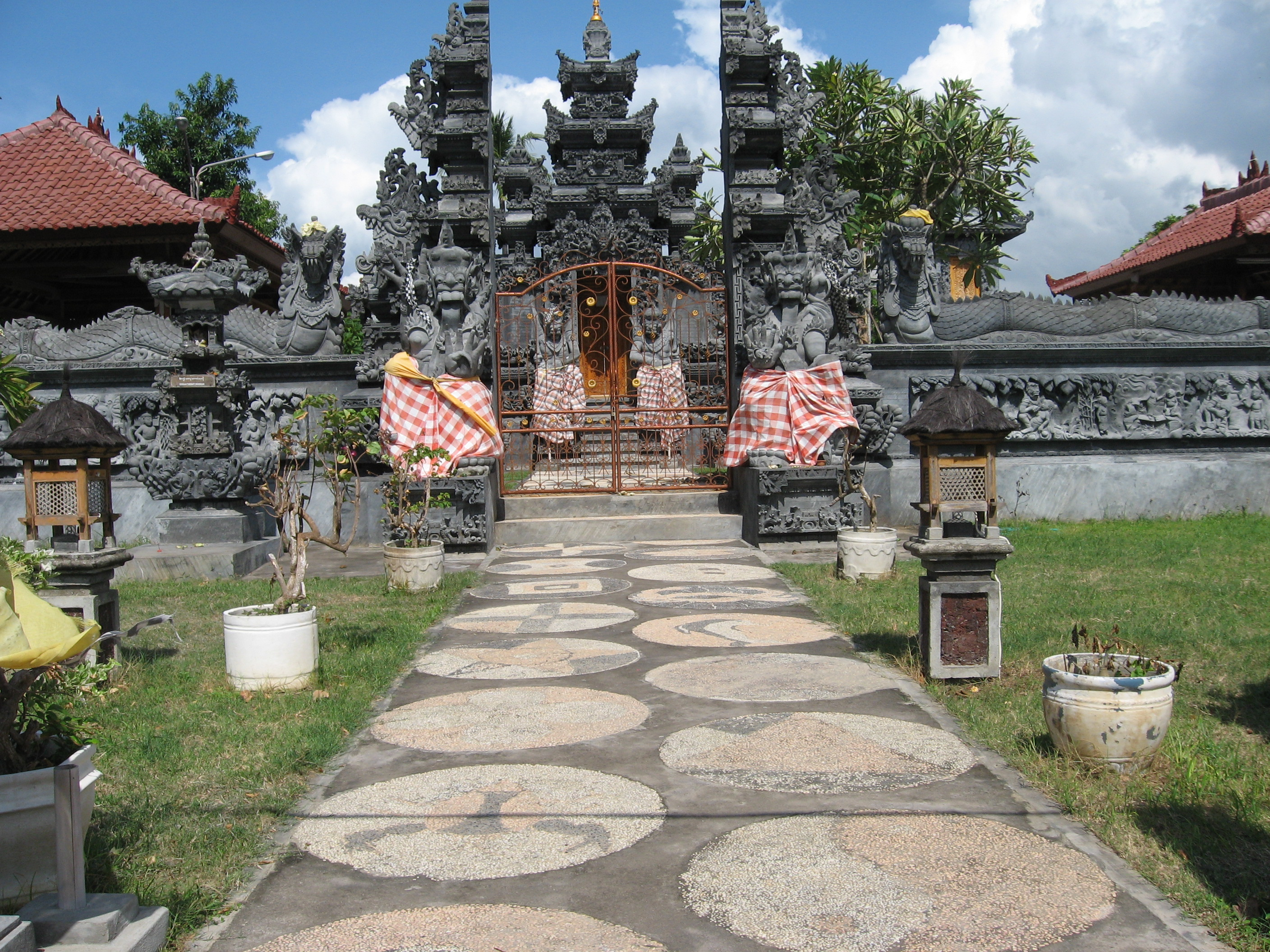
Tempel aan de strandboulevard